# Xyris smalliana
Xyris smalliana là một loài thực vật hạt kín trong họ Hoàng đầu. Loài này được Nash miêu tả khoa học đầu tiên năm 1895.